# Ada o ardore
Ada o ardore è un romanzo di Vladimir Nabokov pubblicato nel 1969.
È ambientato in un mondo parallelo chiamato Anti-Terra, deformazione del nostro pianeta, in cui la Russia si estende nella parte settentrionale del continente americano, sovrapponendosi al Canada.

## Trama

### Parte Prima
- I capitoli da 1 a 4 sono una sorta di prologo che presenta la grande famiglia Veen e l'America "russificata".

La prima frase è una parodia dell'incipit di Anna Karenina di Lev Tolstoj.
(Tolstoj)
(Nabokov)
L'ambientazione del romanzo è l'immaginario Estotiland orientale (o Estoty francese). I protagonisti si muovono tra la casa di famiglia a Ardis Hall, presumibilmente a nordovest di Québec, e la località di Kingston a sud di Boston (che nel romanzo si trova nel Mayne). La traslitterazione dei nomi dall'alfabeto russo a quello latino si effettua secondo la vecchia ortografia russa, anteriore alla riforma del 10 ottobre 1918, perché su Antiterra la rivoluzione russa non scoppierà mai.

Nel romanzo l'Estotiland è una regione del Canady, nome che potrebbe essere la versione plurale (dal momento che vi sono tre Estotiland) del russo Kanada. I protagonisti Ada e Ven sono introdotti in maniera indiretta, come nel romanzo ottocentesco, cominciando con la presentazione delle loro famiglie (i Durmanov e i Veen) e dell'ambientazione, che risulta subito leggermente spiazzante perché il lettore non riesce a capire i riferimenti storici e geografici.

Su Antiterra, la Russia è "un grazioso sinonimo dell'Estoty" mentre il gigante euroasiatico che si estende "dalla Curlandia alle Curili" si chiama Tartaria. L'energia elettrica è stata messa al bando a metà Ottocento in seguito a un incidente chiamato “disastro EL”, e il mondo che ne risulta sembra un misto della Russia rurale dell'infanzia di Nabokov, della Francia e dell'Inghilterra delle sue letture giovanili e dell'America della sua maturità.
- Nei capitoli da 5 a 24 si descrive il primo incontro tra il quattordicenne Van e la dodicenne Ada, nel 1884, e la nascita del loro amore.

Van arriva a Ardis Hall, ospite per l'estate presso gli zii, e conosce la cugina Adelaida, minore di due anni. La prima volta che la sente nominare, c'è anche la giustificazione del titolo del romanzo.
L'interesse di Van per la cugina ha i colori e le parole di un erotismo adolescenziale, e si alimenta di piccoli episodi di seduzione involontaria: la gonna di Ada sollevata senza malizia, oppure una porta socchiusa sulla sua toelette sopra il bacile nel bagno sul quale si avvolge un serpente di porcellana.

La storia si tinge sempre più di erotismo a mano a mano che l'estate avanza, e i due ragazzini colgono tutte le occasioni per appartarsi. Il loro ardore li conduce a una vita sessuale da adulti. I presagi però si inseguono; per esempio, Ada nel cap. 13 gioca a anagrammi, e dalla parola "cestino" tira fuori un innocente "incesto" che fa rabbrividire il lettore.
A mano a mano che la narrazione procede, il lettore si accorge che il punto di vista è quello di Veen che scrive a posteriori la storia del suo amore di tutta una vita, con note a margine sempre più frequenti non solo di suo pugno, ma anche di Ada.
- Capitoli da 25 a 30

Alla fine dell'estate Ada e Veen devono separarsi; la loro lontananza si protrarrà per quasi quattro anni fino al giugno 1888. Aqua cerca di avvicinare il figlio a una vicina di casa, Cordula de Prey, che è anche compagna di scuola di Ada, ma oramai il giovane è troppo preso dalla cugina.
Marina viaggia in Europa con le due figlie, mentre Veen, appena diplomato, si trasferisce in Inghilterra dove acquisisce una certa notorietà come prestidigitatore, con il nome di Mascodagama.
- Capitoli da 31 a 43

Nel 1888 Veen ritorna in America e si presenta a Ardis Hall all'inizio della nuova estate, trepidante di sapere se Ada sia ancora innamorata di lui. La ragazza, che sta per compiere 16 anni, cade fra le sue braccia; il loro idillio segreto e ardente prosegue; Demon Veen arriva in visita, avrebbe la tentazione di mettere in guardia il figlio a proposito dei legami di consanguineità con Ada, ma rimanda. La gelosia di Van è stimolata dal giovane Percy De Prey, da sempre innamorato della giovane; durante la festa per il 16º compleanno di Ada i due si battono e mani nude, Van ha le meglio ma sfida il giovane a duello. Percy tuttavia parte perché si è arruolato per la guerra che in Crimea contrappone le potenze occidentali ai cinesi e ai tartari.

Blanche, la giovane cameriera di Ardis Hall innamorata di Veen, gli rivela che Ada ha avuto una relazione con Herr Rack, il maestro di musica tedesco di sua sorella Lucette. Folle di gelosia, Van si reca in città per vendicarsi, ma sul treno offende e sfida a duello un ufficiale più abile di lui. Rimane ferito a una spalla, e mentre si trova in ospedale scopre che Rack è ricoverato in fin di vita per una malattia mortale. Anche Percy De Prey è morto in battaglia, due giorni dopo lo sbarco in Crimea. Quelli che egli considera i due maggiori ostacoli tra lui e Ada sono stati rimossi dal destino.

Tuttavia non riesce a superare la rivelazione dell'infedeltà di Ada. Inizia una convivenza a casa di Cordula De Prey a Manhattan.

### Parte Seconda
Composta da 11 capitoli. Poco per volta la narrazione evidenzia le differenze tra Antiterra e il nostro mondo. Il continente americano è stato “scoperto” da viaggiatori africani che si sono insediati nel bacino del Mississippi; la Francia ha cessato di esistere nel 1815, occupata dagli inglesi che chiamano “Lute” Parigi; il telefono è sostituito dal “dorofono” (doro- è una sorta di anagramma di idro- perché l'apparecchio funziona secondo un principio idraulico). A parte l'interdizione dell'elettricità, la tecnologia e la società sembrano più avanzate che su Terra: non solo l'automobile per uso privato ma anche l'aeroplano sono comunemente usati negli anni Ottanta del XIX secolo, gli indumenti e la moda sono quelli intorno alla metà del nostro XX secolo.

Lontano da Ada, Van si lascia andare alla propria vocazione letteraria e scrive un “romanzo filosofico” intitolato Lettere da Terra, usando lo pseudonimo Voltemand. Il libro vende pochissimo ma ottiene recensioni entusiaste che l'autore sospetta siano opera di Ada. Intanto continua il proprio percorso di formazione universitaria a Chose in Inghilterra e poi nel Mayne. Dopo la fine della relazione, acquista da Cordula il suo attico a Manhattan, ed è qui che nel 1891 riceve una visita da Lucette (che ora ha quindici anni). Perdutamente innamorata di lui, Lucette viene a portargli una lettera di riconciliazione di Ada e a offrirsi, in alternativa: ma Van accetta subito la proposta di riconciliazione di Ada e la invita a Manhattan, malgrado Lucette gli abbia confessato giochi saffici (e incestuosi) tra le due sorelle.

Ada e Van si riconciliano a prima vista, lei lo convince che le gelosie che li hanno allontanati sono costruite sul nulla: il prof. Rack era praticamente impotente, tranne che con la moglie, e con Percy ci sono state solo ardenti carezze. I due vivono uno splendido periodo d'amore a Manhattan, anche con la complicità della piccola Lucette che si lascia coinvolgere in un ménage à trois, finché Demon, venuto a trovare il figlio, scopre lo scandalo della loro vita in comune. Per evitare l'ignominia pubblica alla sorella-amante, Van abbandona la casa.

### Parte terza
Composta da otto capitoli. Negli anni successivi, abbandonata Ada per non nuocerle e terminata l'università, Van Veen diventa insegnante, viaggia e scrive alcuni libri tra i quali uno intitolato La tessitura del Tempo. Ada è diventata un'attrice di cinema, sulle orme della madre Marina, e ha sposato un russo statunitense di nome Andrej Vinelander. Marina muore in una casa di cura di Nizza.

Un giorno a Parigi Van incontra Cordula che ha sposato Ivan Tobak e hanno un furtivo incontro sessuale. Nel 1901 arriva anche Lucette, portata alla disperazione dal suo amore non ricambiato per Van. Quando lui si imbarca su un transatlantico per fare ritorno in America, Lucette arriva a prendere una cabina sulla stessa nave. Conscia che le sue possibilità di successo si restringono sempre di più, tenta il tutto e per tutto per portarlo nel proprio letto la prima notte; in un ultimo soprassalto di razionalità Van la rifiuta, e lei si getta nelle acque dell'oceano.

Non è l'unica tragedia a funestare la famiglia Veen: nel 1905 Demon muore in un incidente aereo sopra il Pacifico. Van si lascia persuadere a conoscere Andrej Vinelander, il marito di Ada, proprietario terriero in Arizona; si incontrano in Svizzera e ricominciano la loro relazione all'insaputa del marito e della cognata.

Andrej è tuttavia gravemente malato di tubercolosi, Ada si sente obbligata a riaccompagnarlo in America perché pensa che il marito abbia poco da vivere. Van accetta obtorto collo questa separazione che durerà 17 lunghi anni, fino all'effettiva morte di Vinelander nel 1922.

### Parte Quarta
Composta da un solo capitolo, la prima parte del quale è La tessitura del Tempo, il libro di Van Veen pubblicato nel 1922, anno della morte di Vinelander. Contiene le sue elucubrazioni filosofiche sulla struttura del Tempo, un tributo a Alla ricerca del tempo perduto (Marcel Proust è esplicitamente citato) e naturalmente a Henri Bergson, dal momento che Van tiene una serie di conferenze sul filosofo francese all'università.

Appena sepolto il marito, Ada telegrafa a Van il suo arrivo. Per la prima volta da quando si amano, possono vivere insieme senza dover rendere conto alla famiglia.

### Parte Quinta
I sei brevi capitoli dell'ultima parte rappresentano un epilogo prolungato della lunga storia d'amore di Ada e Van Veen. I due vecchi amanti vivono insieme la maturità della vita e il suo declino, nonché l'affievolirsi fisiologico del desiderio sessuale. Raggiunta la vecchiaia, Van assume una segretaria di nome Violet Knox, che è la redattrice materiale (nell'anno 1967, quando lui ha 97 anni) della storia di loro due, revisionata a quattro mani.

## Personaggi

### Protagonisti
- Van Veen

Ivan Dementevič Veen (n. 1º gennaio 1870), l'omofonia del nome forse è una suggestione dal film Vanina Vanini di Roberto Rossellini. Quando Nabokov insegnava alla Cornell University di Ithaca (New York), aveva un collega con il cognome olandese di Van Veen; entrambi abitavano in Highland Road, Cayuga Heights, e il nome era dipinto sulla cassetta delle lettere fuori casa.
- Ada

Adelaida Danilovna Veen (n. 21 luglio 1872), l'eroina del romanzo, amante del cugino-fratello Van, la loro storia d'amore proseguirà a fasi alterne fino in tarda età; figlia di un'attrice cinematografica, seguirà a sua volta le orme della madre. Come Marina, ha capelli neri e carnagione chiara.

### Personaggi principali
- Marina Ivanovna Durmanov (1844-1900)

Attrice cinematografica. Respinta la corte di Daniel Veen, al quale preferisce il più affascinante cugino Demon, accetta di sposarlo quando ormai è incinta di Ada: dopo un ardente mese trascorso in vacanza con Demon (durante il quale è rimasta incinta), e di fronte al suo rifiuto di divorziare da Aqua e sposarla, riprende in considerazione la proposta di matrimonio del cugino.
- Dementij (Demon) Veen (1838-1905)

Marito di Aqua Durmanova ma innamorato della sorella di lei, Marina. È padre non soltanto di Ada ma anche di Van. Un padre ombra, spesso assente, che si impone su Van con l'esempio di una vita consacrata al piacere.

### Altri personaggi
- Aqua Ivanovna Durmanov (1844-1883), sorella di Marina, come indicano i nomi in maniera trasparente: aquamarina. Durante un incidente di sci a Ex-en-Valais, in Svizzera, il feto di 6 mesi che porta in grembo rimane ucciso e la sorella Marina si offre di sostituirlo con il figlio che ha dato alla luce due settimane prima; in realtà la follia di Aqua non le permette neppure di capire che ha abortito.
- Lucette (Lucinda) Veen (1876-1901), la sorella minore di Ada, ha ereditato i capelli rossi e la carnagione delicata di suo padre Daniel. Fin dalla più tenera età è innamorata di Van, e consapevole che lui appartiene sentimentalmente a sua sorella Ada.
- M.lle Larivière (Belle), istitutrice di Ada e Lucette, ospite fissa a Ardis Hall, pubblica romanzi con lo pseudonimo di Monparnasse
- Blanche, cameriera di Ardis Hall, di bell'aspetto, innamorata di Veen.
- Cordula de Prey, compagna di scuola di Ada, cugina di Percy. Ha una relazione con Van, poi sposa Ivan Tobak.
- Percy De Prey, vicino di casa di Ardis Hall, cugino di Cordula e da sempre innamorato di Ada; lei gli ha ceduto alcune volte per consolarlo dopo che era stato picchiato da Van.
- Bouteillan, domestico francese di Ardis Hall.
- Philip Rack, tedesco, insegnante di musica di Lucette Veen e spasimante di Ada.
- Andrej Andreevič Vinelander (1865-1922) marito di Ada, proprietario terriero russo-americano
- Dorothy Vinelander, sorella di Andrej.
- Violet Knox, segretaria di Van Veen, scrive a macchina il dattiloscritto dei suoi ricordi.

## Composizione e pubblicazione

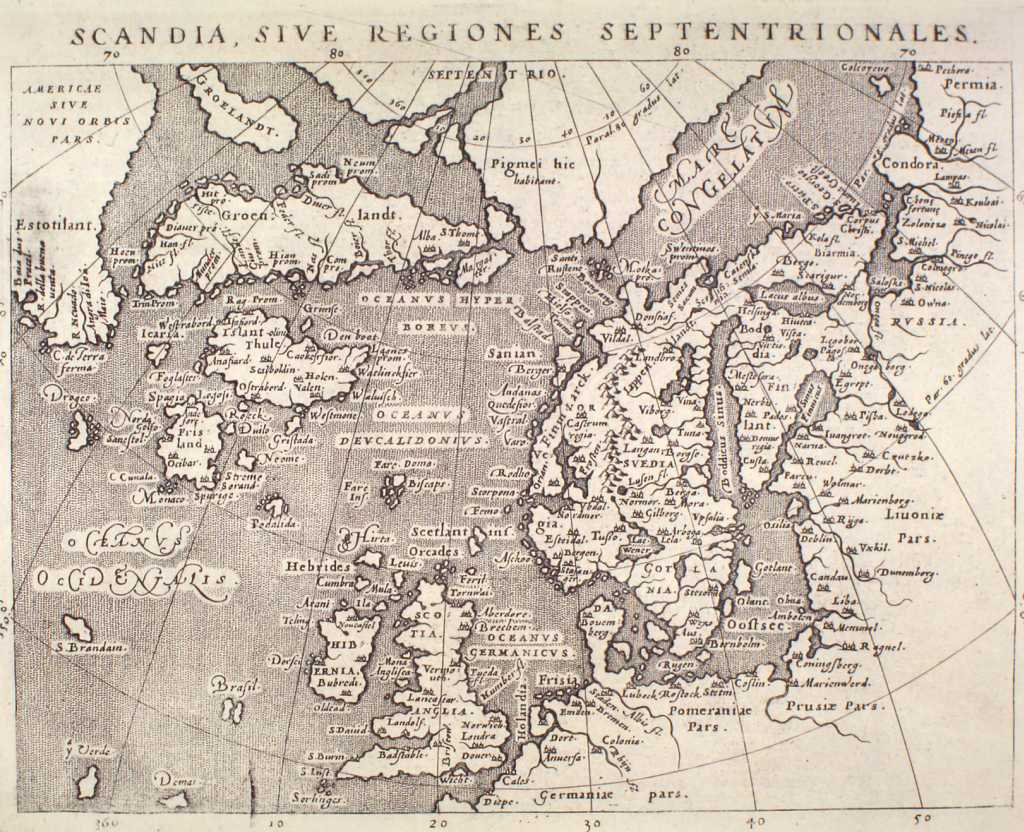
Descrittione della Scandia, o de' Paesi, e dell'Isole Settentrionali, mappa contenuta in: Geografia cioe descrittione universale della terra partita in due volumi (1597) di Giovanni Antonio Magini; il toponimo Estotiland appare in alto a sinistra

Vladimir Nabokov comincia nel 1959 a lavorare intorno a un progetto che denomina The Texture of Time (La tessitura del Tempo), mai portato a termine nella versione originale; nella seconda metà del 1965 l'autore ha finalmente presente l'architettura della storia di Ada e Van Veen, e all'inizio dell'anno successivo ha l'idea di coniugarla con il precedente progetto e con un terzo embrione di romanzo che ha come titolo di lavoro Letters from Terra. La lavorazione procede da febbraio 1966 a ottobre 1968.
La prima edizione statunitense presso McGraw-Hill risale al 5 maggio 1969, in un volume di 589 pagine; segue e tempo record la traduzione italiana, che vede la luce nel novembre dello stesso anno. La difficoltà della lingua di Nabokov, che scrisse Ada o ardore direttamente in inglese ma con numerosi prestiti dal russo, era tale che l'autore dovette sovrintendere di persona, e con l'aiuto della moglie Vera Slonim, alle traduzioni in italiano, tedesco e francese; ma anche le prime edizioni americane e inglesi contengono correzioni di pretesi refusi che in realtà erano scelte linguistiche estreme dell'autore. Si può quindi ritenere che la prima edizione filologicamente corretta del romanzo risalga al 1990 (Vintage Paperbacks), dunque ben 13 anni postuma, portata a termine con la supervisione del figlio Dmitri e di Brian Boyd nel quadro della ristampa in tascabile di tutta la sua opera.

## Antiterra
La storia si svolge sul mondo parallelo di Antiterra, che prende il nome dal concetto filosofico antico di Antiterra.
La quasi totalità del romanzo è ambientata nell'America di nordest (sulla nostra Terra, New England e Québec; su Antiterra invece, Mayne e Estotiland o Estoty francese) e in Svizzera, con qualche incursione a Parigi. Molti dei toponimi nel continente americano sono di origine russa, dal momento che i russi cacciati dai Tartari sono emigrati attraverso lo stretto di Bering e l'Alaska (su Antiterra, “Lyaska”).
Per il nome Estotiland, Nabokov recupera il toponimo contenuto in un libro pubblicato a Venezia nel 1558 che pretende di raccontare la storia dei fratelli Nicola e Antonio Zeno, esploratori boreali del XIV secolo che secondo l'anonimo autore sarebbero gli scopritori del continente americano; va sottolineato che una carta geografica di Giovanni Antonio Magini di poco precedente riporta una serie di terre boreali, con il nome Estotilant inscritto nella parte di Labrador che appartiene all'attuale provincia canadese di Terranova.
A differenza degli abitanti del nostro pianeta, chi vive sull'Antiterra sa che da qualche parte nell'universo esiste una Terra, e molti sembrano augurarsi che dopo la morte la loro anima vaghi fino a Terra. Van Veen definisce Antiterra il mondo multicolore e malvagio dov'era nato, e più avanti si domanda che cosa in realtà lo tenesse in vita sulla terribile Antiterra, dove l'idea di Terra era solo un mito.

## Critica
Il misto di aristocratica Russia che sembra tratto da romanzi classici dell'Ottocento e geografia americana conferisce a Ada o ardore un sentore di lontananza, di estraneità, che rende più plausibile l'ambientazione extraterrestre della vicenda. Ad ogni modo, Antiterra appare come uno specchio deformato e poco allettante del nostro pianeta.

## Edizioni italiane
- Vladimir Vladimirovič Nabokov, Ada o ardore, collana Scrittori italiani e stranieri, traduzione di Bruno Oddera, Arnoldo Mondadori Editore, 1969.
- Vladimir Vladimirovič Nabokov, Ada o ardore, collana Biblioteca Adelphi, traduzione di Margherita Crepax, n. 385, Adelphi, 2000, ISBN 978-88-459-1504-8.

Il copione dello spettacolo teatrale tratto dal romanzo da Fanny & Alexander, Ada: romanzo teatrale per enigmi in sette dimore liberamente tratto da Vladimir Nabokov, è pubblicato da Milano: Ubulibri, 2006 (coll. "I libri quadrati") ISBN 88-7748-265-6